# الحسينية (جازان)
قرية الحسينية، إحدى قرى منطقة جازان وهي قرية سكنية تابعة لبلدية محافظة صبيا جنوب غرب المملكة العربية السعودية، تبعد 21 كم باتجاه شمال شرق مدينة صبيا.

## الموقع
تقع الحسينية بين وادي الكدمي من الشرق وجبل عكوة الشمالي من الغرب أو ما يسمى بجبل عكوة الشامية، وتبعد حوالي ستون كيلومترا بالاتجاه الشمالي الشرقي من مدينة جازان، عند خط طول 42 درجة وخط العرض 17 درجة.

## وصلات خارجية
- بيانات المجلس البلدي من الأمانة العامة لشؤون المجالس البلدية.
- حصر الخدمات بالمدن والقرى بمنطقة جازان.
- دليل الخدمات بمنطقة جازان.
- مصلحة الإحصاءات العامة والمعلومات.